# 神社非宗教論
神社非宗教論（じんじゃひしゅうきょうろん）は、大日本帝国政府による宗教政策及び政治議論のことである。

## 概要
明治維新以降の近代社会における宗教の立ち位置を巡って、神道と仏教（特に浄土真宗）が対立、その妥協案として採用された。
神道は、皇室による宮中祭祀および有力神社への崇敬という形で国家から特別な扱い（国家神道）を受ける一方、公的には"宗教とは異なるもの"として世間一般の神社への信仰とは切り離され、神職による宗教活動に制約が加えられることとなった。
本記事では、近代日本における宗務行政史のほか、神道史および浄土真宗史、キリスト教史、教育史、法制度史を概観して記述する。

## 神道政策史

### 明治維新初期の祭政一致とそれへの批判
古来、日本の二大宗教を占めていたのは神道と仏教であったが、江戸時代においては、仏教が江戸幕府から檀家制度などによって特別な保護を受けて優勢であり、一方の神道は、神仏習合により、仏教の監督下におかれていた。
明治維新の初期、王政復古の大号令により、"神武創業"への回帰による近代化を開始した政府の中で、神道家の玉松操の提案によって、神仏分離令および「祭政一致の布告」の原則が掲げられ、神道の復権が図られた。そして、神道行政を掌る官庁として神祇官が復興し、宮中祭祀や全国の神社の管理が始められる。
これに対して反攻をはじめたのが、浄土真宗であった。真宗は、維新政府の一角を占めた長州藩とは、元々藩内の仏教政策の一翼を担っており、幕末の動乱期に西本願寺が志士の援助するなど、友好関係が強く、政府に対しても影響力をもっていた。真宗の中でも当代一の理論家であった島地黙雷は、宮中祭祀の復活を足掛かりに事実上の"神道国教制"が成立することを危惧して、皇室神道と、在野の神道の分離を図る。
明治6年（1873年）、黙雷は、建言「教導職治教、宗教混同改正ニツキ」を提出する。
原文
現代語訳
この中で黙雷は、神道を「朝廷の治教」（統治者の教え）と定義し、神道は宗教ではない、と主張した。すなわち、古来より天皇は天祖継承の道を奉じて君臨し、朝廷の制度や法政はそこより発し、絶大な権威をもった。この権威の源泉が"朝廷の治教"すなわち宮中祭祀であって、神道は宮中祭祀および全国の有力な官国幣社への皇室、政府の崇敬である、とした。逆に、江戸時代以来の在野の神道家の言論（平田派や水戸学など）は、皇室の崇敬とは全く無縁の一私論でしかなく、全国の地方神社も皇室の神道とは無縁の、アニミズム、シャーマニズムなど前近代的な邪教迷信にすぎない、とした。
この論理は、皇室祭祀を擁護することによって、明治初年の祭政一致の大原則との整合性は取れる一方、神道の大半を占めた在野の神道家および地方の神職、崇敬者たちを皇室の権威から切り離せることから、政府を主宰する長州閥および黙雷ら真宗サイドにとってともに都合がよい考えであった。建言を受けた木戸孝允もこの提案を受け入れることとなり、明治10年（1877年）には大教院が解散、明治12年（1879年）には、府県社以下の地方の神社への官費による保護は与えられなくなった。

### 神社非宗教論の成立
同年、朝廷の神道家の内部で神学論争が勃発し、神道家は分裂の危機に陥る。きっかけは、大教院の解散を受けて神道事務局が設置されたことにある。事務局の神殿に祀る神について、当初は造化三神（天之御中主神、高御産巣日神、神産巣日神）と天照大神の四柱を祀る予定であった。これに対して一部の神官が、大国主大神を加えた五柱にすべきと意見した。前者は伊勢神宮大宮司の田中頼庸ら「伊勢派」、後者は千家尊福ら「出雲派」が中心となって激しい論戦となる。最終的に政府首脳が調停を行い、明治天皇の勅裁で伊勢派が勝利したが、出雲派はこれをきっかけに分裂、教派神道の一つである出雲大社教として独立するに至った。
真宗側はこの内紛をとらえて、渥美契縁、赤松連城等々の理論家が、朝廷の中で神道をつかさどる神官による論争、宗教活動に制約を加えるべきであると主張した。すなわち、先の黙雷の理論である、朝廷内の神道と在野神道を区別する考えでゆくと、今回の神官の論争は、前近代の在野の神道家たちの言論活動、一私論の間の対立である。対して、朝廷内の神道は、唯一無二の「朝廷による統治者の教え（治教）」を奉じ、それに基づいて宮中祭祀、あるいは官国幣社における祭祀を淡々と行うべきであり、朝廷内の神官による論争や分裂は論外である、と批判した。そして、これら神官による、講義、多宗教批判、葬儀の執行を禁じるべきだ、とした。
一方、神道の側でも、内部分裂と真宗の攻撃による神道の地位低下に危機感を抱く動きが出てきた。明治14年（1881年）、神道大合同の会議が開かれ、丸山作来らが主導して、「宗教的神学論争」による分裂を自制し、他の宗教とは異なる、「祭政一致」の国是を守る立場を堅持するよう抑制的にふるまうことが合意が得られた。
ここに、神仏両派の間で、神道の「治教」としての特別な地位は認めつつ、宗教とは別のものと定義し、その宗教的活動には制約を付ける、という暗黙的な妥協が成立することとなった。明治15年（1882年）、山田顕義内務卿の主導の元、内務省達により、神官の宗教活動の禁令が出された。また、次いで明治17年（1884年）、教導職そのものが廃止され、神主が公の立場で宗教活動を行う余地は失われた。
ただし、神道葬については、これが国元で定着していた薩摩藩閥からの反対を受けて、府県社以下の神職による執行は"当面の間"（結果的には、戦後に法令自体が撤廃されるまでの間）、認められることとなった。また、山田内務卿は、治教としての皇室神道の重要性は認めており、神道人の希望を容れて、皇典講究所を創設させた。
この一連の処置によって、近代日本の政教分離の骨格は固まった。また、神道は、一部は皇室及び官国幣社の祭祀として"治教"、府県社以下の神社及び教派神道は"宗教"として分離し、前者を特に国家神道と呼ぶようになった。

### 神道行政の推移
神社非宗教論という法制度自体が固められると、以降はその解釈及び運用を巡って、論争や運動が行われるようになる。帝国議会が開設されると、政府と対立した自由民権運動の代議士は、近代化を推し進める政府と対峙する論理で、神道の擁護を図った。その論理は、"神道は宗教とは別のものだ"という真宗側による主張を逆手にとり、"日本の精神の骨格であり、一門一派の私的宗教とは全く異なる、その上位にあるべきものである"という、神道への崇敬を他宗教への信仰と両立させようというものであった。
衆議院は神道宣揚の建議を次々と可決させる。その中には、神社行政が内務省社寺局で行われており、仏教に対する"宗教"行政と同じ部署であるという、建前との乖離を指摘するものもあった。明治32年（1899年）、社寺局内の神社課を独立させ、神社局へと格上げされることとなった。
以降は、神社局の施策が焦点となるが、その施策は神道人が期待した、神道精神の高揚ではなく、従来の社寺局の時代と同じく、神道の言論活動を抑止するのにとどまった。
また、仏教やキリスト教からは、神道の"宗教行為"に対する批判がなされ続けた。祈祷、祈願、神札授与などの通常の業務までがやり玉にあがり、しまいには、神社の祭神のうち、観念神や自然神など、神道特有のアニミズムに基づくものを「邪神」と呼び、その禁止を政府に迫った。これらの批判に従うと、人物神などの「正神」（主に、国家の功労者など）を顕彰するだけの施設と化してしまい、神道とは全く異なる代物になってしまうため、在野の神職会らは反論に努めたが、神社局は自制を求めるのみであった。
在野の神道学者からは、神社局により神道精神の希薄化に対する批判が加えられ続けた。筧克彦は、「神道は世界最高の宗教である」ち、"神社宗教論"をとり、「惟神の大道を国教とする」ことを主張した。他に、川面凡児、今泉定助らが類似の主張を行った。
これらの動きを受けて、1929年12月9日に内務省に設置された神社制度調査会で、神道の取り扱いを巡っての議論が行われた。これは、それまで内務省神社局からの通達によって行われた神社法規について、基本的な法規制定を目的としたものであったが、この幹事会の席上で神社非宗教論の見直しが検討されたものである。議論では、「神道を宗教と認めても、政府は神道を国教として特別扱いできるのでは」と、まとまりかけたが、今まで非宗教と言い切ってしまっていた手前、下の委員会ではなかなか議論が収束しなかった。神社神道と宗教（教派神道）との関係や招魂社制度の整備について議論を重ねたが、特に、招魂社制度に関しては、皇典講究所・大日本神祇会と大日本仏教連合会との間に軋轢を生じるほどであり、これが戦後の靖国神社問題へと波及する事になったとされている。また、同年に勃発した世界恐慌が宗務予算を直撃、労働者対策にも追われる状況下にあったため、結局神社法制定はなされず、1939年4月1日の道府県招魂社制度（護国神社）、1940年11月9日の神祇院設置のみとなった。
神社局の中にも、吉田茂、池田清両局長など、在野の神道家からの批判に理解共感するものもあったが、一局長の立場では、政府の方針を転換を行うには非力であった。
一方、この時期の神社行政の功績としては、神宮祭祀令、官国幣社以下神社祭祀令などが制定され、神社の祭式統一や人事の管理など、神道運営の近代化が行われ、境内の清浄化がすすめられたのは事実である。が、府県社以下の地方の神社は、明治初期の上知令により境内地が国庫に収奪されたことから経済的な基盤を失っており、特に田舎の神社は持続不可能に陥った。政府も神社合祀令で合祀（合併）を後押ししたことにより、近畿南部を中心に神社の数が激減、地域の神道文化の破壊につながった。

### 第二次世界大戦と神社非宗教論の終焉
第一次世界大戦後、ロシア革命による社会主義の伸長や、米英の覇権確立を前に、在野の大衆の間には、政府の合理主義的な国策への反攻として、非合理主義的な「神国思想」による国難の打開を図る運動がおこり、昭和初期には政治家や資本家に対するテロが頻発した。これらの犯人は、神仏各派の違いはあれど、熱烈な「神国思想」の持ち主であるという共通点があった。これに対して政府は、「神道非宗教論」の立場を堅持し、例えば大本教への徹底的な弾圧など、過激で非合理的な宗教の排除という方針で臨む。
日華事変がはじまり、日本が長い戦争の時期に入ると、文部省は「国体の本義」を発行。「神国思想」に引きずられた過激な思想が跋扈するのを防ぐべく、国家神道にくわえて神仏儒の各流派の間で、論争を避けて一致調整することをこころみた。
しかし、神道を"非宗教"の名のもとに統一することは、遂に起こらなかった。東条内閣は、宮内省員で国家神道の高官であった星野輝興が中心となって、神道書を相次いで発禁処分に追い込む。が、これに対する在野の激しい反発が巻き起こった。神道行政を担っていた神祇院は、神道非宗教論の立場から、「神道古典に関する神学的宗教的解義論争は、非宗教制度を第一義とする神祇院の関知せざるところ」との立場をとり、結局発禁処分は解除、更に星野は退官に追い込まれた。
第二次世界大戦の敗戦後の1945年12月15日、連合国軍最高司令官総司令部（GHQ）は神道指令を発令。この中で、神社非宗教論によって区分された国家神道が明示的に定義されるとともに、それを戦争の原因と解し、それからの脱却を以降図られるようになる。
1946年2月1日、「行政整理実施ノ為ニスル内務省官制中改正等ノ件（昭和21年勅令第59号）」により、神祇院などの神道関連の諸官庁が廃止。また、勅令70号により、宗教法人令が改められて、神社を法的規制の範疇に入れ、勅令の附則を以て法人（宗教法人）とみなされる事になった。勅令71号では、神宮司官制その他の職が廃止される。神道は、新たな民間組織神社本庁を組織し、名実ともに宗教団体として、再生の道を歩みだすことになった。
1951年4月3日に、法律第百二十六号によって宗教法人法が成立し、法律上及び行政上における神社非宗教論は終結した。
なお、国家神道と呼ばれる単語は、神道指令にある文言”State Shinto(Kokka Shinto, Jinzya Shinto)”により知られるようになったが、その形成過程に関しては他項に譲り割愛する。

## 学術的な論争
本節では、"神道"が"宗教"の概念に含まれるか否か、ということを巡る学術的な議論を概略する。

### 日本語における宗教の語源
英語の“Religion”を「宗教」と訳したのは小崎弘道である（初出：宗教要諦）。つまり、当時の知識人にとって、「宗教」の意味は「ある教理に対して従う」と捉えられていた。
D. C. ホルトムに影響を与えたとされている、加藤玄智によれば
つまり、神道は訳語「宗教」には含まれなかったというのである。
加藤玄智が、仏教を意識しているのは、浄土真宗の大谷光瑞らによるシルクロード探検によってもたらされた、仏教の広がりでもあると考えられている。しかしながら、小崎弘道が翻訳した宗教は、中国語訳の聖書から得られたものと推定されている。
なぜならば、「宗」の意味は「祖先の霊を祭る家屋(みたまや)」（中文：在室內對祖先進行祭祀）からきており、「教」は教えるである、具体的には「知らしめる」という意味である。
つまり、祖先信仰を前提にした翻訳だったと推定されている。実際に、日本では、「神仏習合」により「御霊信仰」を始めとして、仏教由来と思われるアニミズムの信仰が存在しており、それと同義としたのであろう。
そしてキリスト教者であった、小崎弘道からすれば「カトリックの教義において、教会はイエス・キリストが定めた教皇制度により、その子孫であるという伝統を保持して」いることを知り、そこから翻訳を案出したと推定されているからでもある。

### 仏教における宗教という語の意味
そこで、キリスト教と明治時代において対立軸となる、仏教を考えてみる。
仏教教典における宗教の用法は存在しておらず、「宗」については"ancestral temple"の意味である。よって、仏教において「宗教」とは具体的には「先達の教え」の意味である。なお「先達の教え」とは、英語圏などでは「セクト」とされる教祖の教えや、元々の宗派の開祖である教祖の語ったことであるとも言える。故に、日本において、「上意下達」という文化はそこに依拠しているとも言える。であるがゆえに、明治期において、太平洋戦争の終結期において、極めて急速に社会変化が生じたとも言える。
明治期において「廃仏毀釈」などによって、実学の地位を追われた、仏教において自らの教義や信仰のあり方について、自制的な学問としての進歩が始まり、大正時代になるとキリスト教学からもたらされた、"religion"の語源であるラテン語の語源にまで遡り、神（仏）とヒトを結びつける（又は、関係を読み直す）という意味であると理解したのだろうと思われる。

### キリスト教のおける宗教という語の意味
日本に実証的な学問の導入を促した、キリスト教神学においては、その意味や語法をそのままの形で受け入れる事で、今日に至っていると考えられている。つまり、キリスト教における宗教の意味とは、「神」と「人間」との関係を指しており、その媒（なかだち）をする者を宗教家（聖職者）という。

### 神道における宗教という語の意味
神道のうち道（どう）とは、道の行者と呼ばれる者が居たり、武士道、華道などの言葉によって示されるように、礼儀作法や伝統作法、仕来り（しきたり＝慣例）などを指している。よって、神道とは神（または、先祖）との向き合いの中における礼儀作法を表していると言える（例えば、二礼二拍手一礼）。
日本の神道は儒教（朱子学）、陰陽道、修験道、仏教（神仏習合）等の影響を受けて来たため、現在で言う所の道徳や伝統としての概念が強く、宗教と言うよりは、日本固有の伝統行事という意味合いを強く表明していたからであると考えられている。なぜならば、後述するように、「神祇の祭祀を国家が行うことは、古今東西において類例の無いことであるから、独自の宗教とするべきである」という表明がなされたことからも推定できよう。しかしながら、これには現代的には異論があり、「古代の西欧諸国においては、神祇が国家執政の根幹をなしていたのは、ローマ帝国などを始めとして実際に存在していた事実を無視していたからでもある」とされている。
江戸時代後期の国文学者「平田篤胤」から始まる古代神道への回帰は宗教という意味合いを強く含んでいる。なぜならば、古代神道への回帰は、祖先信仰を前提としており、それが故に各神社や神宮において、崇拝を行う対象を古事記や日本書紀など記述された神々（または、祖先）に求め、それらの地位によって社格などを定める制度としたことからも伺うことができる（近代社格制度）。
しかしながら、本来の民俗学的な神道は地域・共同体における「祭り」の要素が多く含まれている。そしてその「祭り」を「国家規模で行うのか」、「地域・共同体の伝統行事として行うのか」でも意味は異る。なぜならば、国家的な規模で行えば、それは「国家宗教」とされるであろう、しかしながら、地域・共同体で行うならば「伝統行事」となるであろう（祭祀）。
ここにおいて、「祭り」とされる行為の位置付けを巡り、「国教であるのか」、それとも「伝統行事として処理されるべきものであるか」という問題でもあったからである。

### 議論の本質
近世（江戸時代）から近現代（明治時代〜昭和時代）において、非宗教論を神道側が採用したのは、神道は仏教とキリスト教とは異っている、つまり日本独自のものだからであると主張した事にもあると考えられている。なぜならば、キリスト教圏やイスラム教圏と比較したときに、「多神教という文化は、十分に日本独自である」という根拠にもなり得るからでもある。
反対に、仏教側やキリスト教側からすれば、崇敬の対象が存在する以上「神道」は「宗教」であるという議論だったのである。
ただし、現代的にはこれには異論があり、P.バーガーは『聖なる天蓋』の中で、
としている。現代的には宗教を文化と言い換えてもまったく同じ結論になる。そのため、文化領域の社会科学においては、比較文明論や比較文化論が成立するわけである。同じくして、当記述においても、仏教、キリスト教を含めているのは、比較検討することによって、それを明らかにするためでもある。

## 各史学上の位置付け

### 仏教史学

#### 概論
特に、神道と仏教の関係性においては、浄土真宗と神道との間において政治的権力の拡大を巡る論争が多発したため、その部分のみを記述する。その他の仏教宗派については、新仏教系の教団との間に論争や事件が多発した。元々、神仏習合の概念が強かった、旧仏教系はその論争には組していない。同じく在郷系の神道集団である熊野系の「教派神道」も、この論争には与していない。これは、それぞれの地域における祭事を巡って、「その地域集団の信徒の多数をいずれかが占めている」という単純な考え方ではなく、その地域の慣習や習慣との間において両派が共存していた事に他ならない。

#### 浄土真宗による信教の自由を巡る自由民権運動
仏教史学上においては、江戸時代に「念仏の唱和」で「仏になれる」という信仰が大勢を占める事によって、巨大な信仰集団となった浄土真宗からの問題提起によって始まる。特に、日本的な戒律によって、古代にあっては男子250戒、女子384戒とも言われた仏教が、浄土教によって10戒にまで削減された事が在家信徒集団を多く有する事になったと推定されている。
1872年12月に島地黙来によって書かれた「三条教則批判建白書」は、日本近代における政教分離を飾る最初の一ページであるが、教部省に建白した。本建白は政教分離、三条教則批判など五段に分かれている。黙来にはこの建白から1875年大教院分離許可の指令がおりるまで、膨大な建白・提言がある。
この運動の背景には、真宗本願寺派の大洲鉄然・赤松連城、真宗大谷派の石川舜台、在俗者の大内青巒らの協力があった。黙来の宗教自由論とは言っても、キリスト教に対する、根深い「排邪」意識があった。
仏教の政教分離運動は、大教院分離運動を中心に、1877年1月教部省廃止、1885年7月教導職廃止、1889年の帝国憲法の制定によって、はじめて法文上の信教の原則が保証される事になった。しかし、大教院分離運動を除いて、仏教が自前で勝ち取った宗教の自由とはいえない。

#### 浄土真宗と神社非宗教論
浄土真宗の僧侶島地黙雷らの建白以降、宗教団体法制定を巡る議論の中で、浄土真宗十派の意見として
が提示されたことによるとしている。つまり、浄土真宗としては、「神道（=神社神道及び神宮神道）」は「宗教」であるとした。

#### 浄土真宗の内部統制「異安心」
『浄土真宗』が関連論文等で取り上げられる事が多いが、これは宗義に外れた異端思想を「異安心（いあんじん）」と呼んだ事による。
本願寺派で「異安心」とされたのは、龍谷大学の野々村直太朗であるが、1923年に「浄土教批判」を著し、その中に「往生思想は宗教に非ず」という論説を著している。本願寺教団は、野々村の僧籍を剥奪し、野々村の解職を要求した。龍谷大学教授会は解職を否定したが、結局前書発刊の同年12月10日依願退職となった。野々村の主張は浄土教の神話性を否定し、信仰を主体的に考察するところにあった。
大谷派で異安心とされたのは、金子大栄・曽我量深でありともに清沢満之の流れを組んでいる。

#### 神仏分離と神仏習合
現代仏教史においては、第二次世界大戦中においては、政府政策との妥協のため、各仏教団体は「神社非宗教論」を採用していた時期もあるとされている。これは、明治初年に生じた「神仏分離」とは反対の現象で、元々日本人の信仰のありようであった「神仏習合」に戻ったためともされている。

### キリスト教史学

#### 日本国内におけるキリスト教と他の宗教団体との関係
キリスト教と日本国内の宗教の関係は、宣教初期、宣教中期、再宣教の三度の時期に区分されるが、宣教初期においては日本国内において西欧文明のもたらす利を優先したことによりスムーズな展開が行われていた。しかしながら、宣教中期においては聖書原理主義に基く、社会批判を得て、封建制度の根幹をなしている身分制や階級序列の否定が行われたため、豊臣秀吉から徳川家光の時代にかけて厳しい弾圧が行われた。特に大乗仏教においては、一仏信仰によって、多くの信徒を固定する制度（檀家制度）との衝突から、明治時代においては仏教集団との対立が深まったためと考えられている。

#### 神道とキリスト教
神道との関係性においては、仏教でいう神仏習合のように両派の信仰を合体させる概念はなかったため、「一神教か？、多神教か？」の議論による事で宗教学的には区分される。しかしながら、統治者との立場からは、別の神の存在は邪魔だったため、宣教等において極めて厳しい状態が続いていたと推定されている。そのため、日本におけるキリスト教はナショナリスティックな立場となり、教派内においても事件や論争などが生じたのであろうと推定されている。

#### キリスト教史学上における神社非宗教論
キリスト教史学上では、日本国内での現象であり、インターナショナルな視点では記述が見当たらない。例外は、カトリック福音宣教省の訓令「祖国に対する信者のつとめ」である。この最大の理由としては、日本において明治から始まる再宣教の時代において、教派に分かれて宣教が行われており、団体毎によって対応が分かれているためである。特に、カトリック及び日本聖公会は、それぞれバチカン市国及びイングランドの国教であり、国家政策との対立よりは、共存を望んだためであるとされている。
文部省（文化庁）の見解によれば、キリスト教団は神道を最初から宗教という考え方によっており（これは、欧米法に基づけば祈祷という行為が宗教行為にあたるためである）、キリスト教団としては自らの教団及び信徒を守るために国家宗教政策に従ったとされている。

#### キリスト教と国家政策
明治時代の初期において、キリスト教の弾圧事件が長崎などで生じた。その根本原因は、当初において神道は祭政一致をめざしていたからであるとされている。特に、神道の代表者は日本の代表者である天皇であるという意識が強かったためであろうとされている。
なぜならば、右大臣岩倉具視、外務卿沢宣嘉らに1870年末四カ国（イギリス・フランス・ロシア・アメリカ）公使が面会した際に、岩倉は
と語ったと記録されている。
政府部内での岩倉は最も強く神道国教主義を代表している。1868年の春に長崎総督府が、教徒への対応策の手始めに浦上村に太神宮を建て始めたのは、単に彼らを試みるためではなく、太神宮の崇敬へと彼らの心を転じさせようとする考えからであった。

#### 神社非宗教論に対する態度
1916年5月13日、文部省に設置された宗教制度調査会において、仏教、教派神道のみならず、有識者としてキリスト教の代表者も会合に参加していた。
そして、宗教団体法の制定における議論の中で、1930年5月15日には、文部省宗教制度調査会に基督教連盟から「神社問題に関する進言」が提示されており
ならば、神社は非宗教であるとした。
ただし実際には、信者による神社への参拝忌避が問題視されることもあり（下記）、第二次世界大戦中においては、日本基督教団及びカトリック教団において政府との妥協により、「神社非宗教論」を採用していた時期も存在する。第2バチカン公会議を経て、エキュメニズムの時代に入っており、過去の過ちに対する反省もあった。詳細は、第二次大戦下における日本基督教団の責任についての告白を参照の事。
カトリック教会奄美大島の例
1924年1月に、奄美大島名瀬市の大島中学校4年生2名（カトリック信徒）が、神社参拝を拒否したとして、放校処分を受ける。その後、日本カトリック教団フランシスコ会は、1924年4月に大島高等女学校を開校。1929年10月には、大島高等女学校は信仰を理由として、伊勢神宮式年遷宮遥拝式を不実施とする。これを不満に思った住民から陳情を受けて、大島高等女学校廃校を求める町民大会が開かれ、1933年9月には名瀬町議会が大島高等女学校の廃校を議決。1933年12月には、文部省が廃校を認可する。
美濃ミッション教会の例
プロテスタントにおける神社非宗教論との衝突は、1929年9月24日に生じた、美濃ミッション事件である。1933年には、岐阜県大垣市のクリスチャンの小学生が信仰上の理由で伊勢神宮参拝を拒否したことを地域社会が問題視し、この小学生が所属していた美濃ミッションというキリスト教団体のメンバーが地域社会の様々な人々によって排撃運動を受けた、という事件である。そして、その排撃を行ったのは、現在のPTAや学校教員、在郷軍人会、政治家などが排撃にかかわったが、この中には大垣市内の別のプロテスタントの教会関係者も含まれていた。
この件について、立命館大学の麻生将は
と指摘している。
美濃ミッションは解散を命じられたが、戦時中も信仰を守り、妥協せず、日本基督教団に加わることがなかった。1942年3月26日、美濃ミッションの牧師たちは治安維持法違反で投獄された。
上智大学の例
1932年5月5日、配属将校に引率されて靖国神社を訪れた学生の一部が、カトリック信者として信仰を理由に敬礼を行わなかった。事態は配属将校の引き上げや文部省の通達、バチカンの教皇庁への問い合わせへと発展し、1936年5月26日、福音宣教省からの訓令「祖国に対する信者のつとめ (Pluries Instanterque)」により、愛国心の表明としての靖国神社参拝が容認される。